# Kurseong
Kurseong (o Karsiyang, Kharasana) è una suddivisione dell'India, classificata come municipality, di 40.067 abitanti, situata nel distretto di Darjeeling, nello stato federato del Bengala Occidentale. In base al numero di abitanti la città rientra nella classe III (da 20.000 a 49.999 persone).

## Geografia fisica
La città è situata a 26° 52' 60 N e 88° 16' 60 E e ha un'altitudine di 1.499 m s.l.m..

## Società

### Evoluzione demografica
Al censimento del 2001 la popolazione di Kurseong assommava a 40.067 persone, delle quali 20.468 maschi e 19.599 femmine. I bambini di età inferiore o uguale ai sei anni assommavano a 2.504, dei quali 1.273 maschi e 1.231 femmine. Infine, coloro che erano in grado di saper almeno leggere e scrivere erano 33.555, dei quali 17.969 maschi e 15.586 femmine.